# Christoph Schwingenstein
Christoph Schwingenstein (* 1945) ist ein deutscher Klassischer Archäologe, Lexikonredakteur, Verleger und Unternehmer.

## Leben
Christoph Schwingenstein ist der Enkel von August Schwingenstein (1881–1968), Mitbegründer der Süddeutschen Zeitung und des Süddeutschen Verlags und Sohn von Alfred Schwingenstein (1919–1997). Nach dem Abitur in Starnberg studierte er Klassische Archäologie in München, Rom und Freiburg. 1973 wurde er in München promoviert. Danach war er für Museen tätig. Von 1978 bis 1992 war er als Mitarbeiter der  Historischen Kommission bei der Bayerischen Akademie der Wissenschaften als Redaktor für die Neue Deutsche Biographie (NDB) angestellt und verfasste zahlreiche Artikel. Daneben übersetzte altertumswissenschaftliche Bücher. 1985 gründete er einen kleinen, auf Musikwissenschaften spezialisierten Verlag.
1989 wurde er Mitgesellschafter des Süddeutschen Verlages, 2007 verkaufte er seinen Anteil von 2 %. Er war von 2008 bis 2020 Mitglied des Herausgeberrates der Süddeutschen Zeitung. Er besitzt in Hermannstetten bei Schnaitsee einen Bioschweinehof.
Seit 1990 engagiert er sich für die Umwelt-Akademie in München, war viele Jahre deren Vorstandsvorsitzender und ist dort heute Vorsitzender des Kuratoriums.

## Veröffentlichungen
- Antike Kleinkunst (= Städtische Kunstsammlungen Augsburg. Römisches Museum Band 4). Städtische Kunstsammlungen, Augsburg 1973.
- Die Figurenausstattung des griechischen Theatergebäudes (= Münchener archäologische Studien Band 8). Fink, München 1977, ISBN 3-7705-1363-0 (Dissertation).

Übersetzungen
- Ranuccio Bianchi Bandinelli: Klassische Archäologie Eine kritische Einführung. München 1978.
- Iris Barry: Archäologie. München 1981.
- Peter Levi: Weltatlas der alten Kulturen. Griechenland. München 1980.
- mit Sibille Dunkel: David M. Wilson (Hrsg.): Kulturen im Norden. Die Welt der Germanen, Kelten und Slawen 400–1100 n. Chr. München 1980.
- mit Andreas Wittenburg, Kai Brodersen: Moses I. Finley: Die Sklaverei in der Antike. München 1981.
- mit Berna Höfler, Holger Fließbach: Michael Grant: Kunst und Leben in Pompeji und Herculaneum. München 1982.